# Persone di cognome Mancini
| Questa pagina contiene informazioni ricavate automaticamente dalle voci biografiche con l'ausilio del template Bio e di un bot. L'aggiornamento è periodico e automatico e ricostruisce completamente la pagina. Se manca una persona in questa lista, sei pregato di non aggiungerla, ma accertati piuttosto che la sua voce biografica contenga il template Bio e che i dati anagrafici siano correttamente compilati. Se il template Bio manca, inseriscilo tu stesso o, in alternativa, metti l'avviso {{tmp\|Bio}} che ne segnala la mancanza. Se i dati riportati sono sbagliati, correggi direttamente la voce biografica; le modifiche saranno visibili in questa lista entro pochi giorni. Per chiarimenti vedi il progetto antroponimi. La lista contiene solo le 112 persone che sono citate nell'enciclopedia e per le quali è stato implementato correttamente il template Bio. Pagina aggiornata al 23 lug 2025. |

Questa è una lista di persone presenti nell'enciclopedia che hanno il cognome Mancini, suddivise per attività principale.

## Allenatori di calcio(4)
- Vágner Mancini, allenatore di calcio e ex calciatore brasiliano (Ribeirão Preto, n. 1966)
- Felice Mancini, allenatore di calcio e ex calciatore italiano (Roma, n. 1965)
- Luciano Mancini, allenatore di calcio italiano (Perugia, n. 1953)
- Roberto Mancini, allenatore di calcio e ex calciatore italiano (Jesi, n. 1964)

## Allenatori di tennis(1)
- Alberto Mancini, allenatore di tennis e ex tennista argentino (Posadas, n. 1969)

## Architetti(1)
- Gian Giuseppe Mancini, architetto, scenografo e pittore italiano (Pietrasanta, n. 1881 - Milano, † 1954)

## Arcivescovi cattolici(1)
- Giuseppe Mancini, arcivescovo cattolico italiano (Firenze, n. 1777 - Siena, † 1855)

## Attori(1)
- Mimmo Mancini, attore italiano (Bitonto, n. 1960)

## Attrici(4)
- Beatrice Mancini, attrice italiana (Roma, n. 1917 - Roma, † 1987)
- Carla Mancini, attrice italiana (Roma, n. 1950)
- Liliana Mancini, attrice italiana (n. 1921)
- Milena Mancini, attrice e ex ballerina italiana (Roma, n. 1977)

## Avvocati(3)
- Gaetano Mancini, avvocato e politico italiano (Malito, n. 1923 - Cosenza, † 2012)
- Giacomo Mancini, avvocato e politico italiano (Bologna, n. 1972)
- Pasquale Stanislao Mancini, avvocato, giurista e politico italiano (Castel Baronia, n. 1817 - Napoli, † 1888)

## Calciatori(12)
- Daniel Mancini, calciatore argentino (San Justo, n. 1996)
- Francesco Mancini, calciatore e allenatore di calcio italiano (Matera, n. 1968 - Pescara, † 2012)
- Franco Mancini, calciatore e allenatore di calcio italiano (Città di Castello, n. 1948 - Città di Castello, † 2006)
- Gianluca Mancini, calciatore italiano (Pontedera, n. 1996)
- Gilberto Mancini, ex calciatore italiano (Castelraimondo, n. 1954)
- Giuseppe Mancini, calciatore italiano (Roma, n. 1920)
- Manuel Mancini, ex calciatore italiano (Roma, n. 1983)
- Massimo Mancini, ex calciatore italiano (Livorno, n. 1955)
- Matheus Mancini, calciatore brasiliano (Ribeirão Preto, n. 1994)
- Osvaldo Mancini, ex calciatore italiano (Ascoli Piceno, n. 1969)
- Raffaele Mancini, calciatore italiano (Fano, n. 1913 - Fano, † 1964)
- Terry Mancini, ex calciatore irlandese (Camden Town, n. 1942)

## Cantautori(1)
- Mirkoeilcane, cantautore e musicista italiano (Roma, n. 1986)

## Cantautrici(1)
- Hannah Mancini, cantautrice statunitense (Fresno, n. 1980)

## Cardinali(1)
- Francesco Maria Mancini, cardinale italiano (Roma, n. 1606 - Marino, † 1672)

## Compositori(3)
- Francesco Mancini, compositore e organista italiano (Napoli, n. 1672 - Napoli, † 1737)
- Henry Mancini, compositore, direttore d'orchestra e arrangiatore statunitense (Cleveland, n. 1924 - Beverly Hills, † 1994)
- Umberto Mancini, compositore e direttore d'orchestra italiano (Petrella Liri, n. 1894 - Roma, † 1954)

## Conduttori radiofonici(1)
- Carlo Mancini, conduttore radiofonico italiano (Roma, n. 1954)

## Conduttrici televisive(1)
- Alessia Mancini, conduttrice televisiva e showgirl italiana (Marino, n. 1978)

## Criminali(1)
- Antonio Mancini, criminale e collaboratore di giustizia italiano (Castiglione a Casauria, n. 1948)

## Danzatori(1)
- Giorgio Mancini, danzatore e coreografo italiano (Atessa, n. 1964)

## Designer(1)
- Vittorio Mancini, designer e pubblicitario italiano (Milano, n. 1948)

## Direttori della fotografia(1)
- Mario Mancini, direttore della fotografia e regista italiano (Roma, n. 1935)

## Fantini(1)
- Mattia Mancini, fantino italiano (n. 1745 - † 1780)

## Filologi(3)
- Augusto Mancini, filologo classico, grecista e politico italiano (Livorno, n. 1875 - Lucca, † 1957)
- Franco Mancini, filologo e bibliotecario italiano (Agello, n. 1921 - Perugia, † 2008)
- Mario Mancini, filologo italiano (Milano, n. 1941)

## Filosofi(1)
- Roberto Mancini, filosofo, docente e politico italiano (Macerata, n. 1958)

## Funzionari(1)
- Bruto Mancini, funzionario, magistrato e politico italiano (Roma, n. 1880 - Roma, † 1960)

## Geologi(1)
- Fiorenzo Mancini, geologo italiano (Firenze, n. 1922 - Firenze, † 2015)

## Giocatori di baseball(1)
- Trey Mancini, giocatore di baseball statunitense (Winter Haven, n. 1992)

## Giornalisti(1)
- Pietro Mancini, giornalista e politico italiano (Cosenza, n. 1952)

## Giuristi(1)
- Giuseppe Federico Mancini, giurista italiano (Perugia, n. 1927 - Bologna, † 1999)

## Imprenditori(1)
- Giuseppe Mancini, imprenditore italiano (Rocca San Casciano, n. 1922 - Busto Arsizio, † 2003)

## Ingegneri(1)
- Camillo Mancini, ingegnere e politico italiano (Ceccano, n. 1857 - Roma, † 1925)

## Lottatori(1)
- Vittorio Mancini, ex lottatore sammarinese (San Marino, n. 1936)

## Maratonete(1)
- Marcella Mancini, maratoneta italiana (Ascoli Piceno, n. 1971)

## Medici(1)
- Giulio Mancini, medico, collezionista d'arte e scrittore italiano (Siena, n. 1559 - Roma, † 1630)

## Militari(4)
- Giorgio Mancini, militare e aviatore italiano (Gualdo Tadino, n. 1906 - Mar Jonio, † 1940)
- Giuseppe Mancini, militare italiano (Arezzo, n. 1893 - Melette, † 1917)
- Urbano Mancini, militare e aviatore italiano (San Giorgio in Bosco, n. 1912 - Mar Mediterraneo, † 1943)
- Marco Mancini, ex militare e ex agente segreto italiano (Castel San Pietro Terme, n. 1960)

## Modelli(1)
- Fabio Mancini, modello italiano (Bad Homburg vor der Höhe, n. 1987)

## Musiciste(1)
- Flora Piccoli Mancini, musicista e poetessa italiana (Napoli, n. 1854 - Vicenza, † 1899)

## Navigatori(1)
- Mauro Mancini, marinaio, scrittore e giornalista italiano (Castiglioncello, n. 1927 - Isole Falkland, † 1978)

## Nobildonne(2)
- Laura Mancini, nobildonna italiana (Roma, n. 1636 - Parigi, † 1657)
- Olimpia Mancini, nobildonna italiana (Roma, n. 1638 - Bruxelles, † 1708)

## Nobili(5)
- Maria Mancini, nobile italiana (Roma, n. 1639 - Pisa, † 1715)
- Filippo Giulio Francesco Mancini, nobile francese (Parigi, n. 1676 - Parigi, † 1768)
- Michele Lorenzo Mancini, nobile, astrologo e alchimista italiano (Roma, n. 1602 - Roma, † 1650)
- Ortensia Mancini, nobile francese (Roma, n. 1646 - Chelsea, † 1699)
- Paolo Mancini, nobile e militare italiano (Roma, n. 1580 - Roma, † 1635)

## Pallavoliste(1)
- Giulia Mancini, pallavolista italiana (Aprilia, n. 1998)

## Partigiane(1)
- Iole Mancini, partigiana italiana (Nemi, n. 1920 - Roma, † 2024)

## Piloti automobilistici(1)
- Fabio Mancini, pilota automobilistico italiano (Empoli, n. 1958)

## Piloti motociclistici(1)
- Guido Mancini, pilota motociclistico italiano (Pesaro, n. 1938 - Pesaro, † 2024)

## Pittori(8)
- Antonio Mancini, pittore e scultore italiano (Manoppello, n. 1939)
- Antonio Mancini, pittore italiano (Roma, n. 1852 - Roma, † 1930)
- Carlo Mancini, pittore italiano (Milano, n. 1829 - Milano, † 1910)
- Domenico Mancini, pittore italiano
- Francesco Mancini, pittore italiano (Sant'Angelo in Vado, n. 1679 - Roma, † 1758)
- Francesco Mancini, pittore italiano (Napoli, n. 1830 - Napoli, † 1905)
- Luigi Mancini, pittore italiano (Jesi, n. 1819 - Jesi, † 1881)
- Romeo Mancini, pittore e scultore italiano (Perugia, n. 1917 - Perugia, † 2003)

## Poetesse(1)
- Rosella Mancini, poetessa italiana (Monopoli, n. 1920 - Roma, † 1995)

## Politiche(1)
- Paola Mancini, politica italiana (Asola, n. 1973)

## Politici(9)
- Alessandro Mancini, politico sammarinese (Città di San Marino, n. 1975)
- Antonio Mancini, politico italiano (Serramonacesca, n. 1915 - Roma, † 1982)
- Claudio Mancini, politico italiano (Roma, n. 1969)
- Giacomo Mancini, politico italiano (Cosenza, n. 1916 - Cosenza, † 2002)
- Gianmarco Mancini, politico italiano (Lucca, n. 1960)
- Guido Mancini, politico italiano (Atina, n. 1880 - Roma, † 1975)
- Pietro Mancini, politico italiano (Malito, n. 1876 - Cosenza, † 1968)
- Ugo Mancini, politico italiano (Arezzo, n. 1868 - Arezzo, † 1951)
- Vincenzo Mancini, politico italiano (Teano, n. 1931 - Roma, † 1996)

## Poliziotti(1)
- Roberto Mancini, poliziotto italiano (Roma, n. 1960 - Perugia, † 2014)

## Presbiteri(1)
- Italo Mancini, presbitero, filosofo e teologo italiano (Urbino, n. 1925 - Urbino, † 1993)

## Produttori cinematografici(1)
- Claudio Mancini, produttore cinematografico italiano (Roma, n. 1928 - Roma, † 2024)

## Pugili(1)
- Ray Mancini, ex pugile statunitense (Youngstown, n. 1961)

## Registi(3)
- Don Mancini, regista e sceneggiatore statunitense (n. 1963)
- Leone Mancini, regista e autore televisivo italiano (n. 1921 - Roma, † 2008)
- Mauro Mancini, regista e sceneggiatore italiano (Pontecorvo, n. 1978)

## Religiose(1)
- Maria Mancini, religiosa italiana (Pisa, n. 1355 - Pisa, † 1431)

## Religiosi(1)
- Domenico Mancini, religioso italiano

## Schermitrici(1)
- Camilla Mancini, schermitrice italiana (Roma, n. 1994)

## Sindacalisti(1)
- Geremia Mancini, sindacalista italiano (Manoppello, n. 1955)

## Sociologi(1)
- Paolo Mancini, sociologo italiano (Foligno, n. 1948)

## Soprani(1)
- Caterina Mancini, soprano italiano (Genzano di Roma, n. 1924 - Roma, † 2011)

## Storici(3)
- Abele Mancini, storico e poeta italiano (Melfi, n. 1846 - Melfi, † 1899)
- Girolamo Mancini, storico e politico italiano (Cortona, n. 1832 - Firenze, † 1924)
- Ugo Mancini, storico italiano (Pisoniano, n. 1956)

## Tiratori a volo(1)
- Manuel Mancini, tiratore a volo sammarinese (Borgo Maggiore, n. 1982)

## Velocisti(1)
- Pascal Mancini, velocista svizzero (Friburgo, n. 1989)

## Senza attività specificata(3)
- Filippo Giulio Mancini, duca (Roma, n. 1641 - Parigi, † 1707)
- Giovanni Battista Mancini, cantante castrato italiano (Ascoli Piceno, n. 1714 - Vienna, † 1800)
- Maria Anna Mancini, duchessa italiana (Roma, n. 1649 - Clichy, † 1714)